# Red Mitchell
Keith Moore "Red" Mitchell (Nueva York, 20 de septiembre de 1927 - Salem, Oregón, 8 de noviembre de 1992) fue un contrabajista, violonchelista, pianista y cantante estadounidense de jazz.

## Trayectoria
Se inicia profesionalmente con el contrabajo, tocando junto a Mundell Lowe, aunque ya antes había tocado en la banda de la Armada, aunque tocando el saxo alto. En 1949 entra a formar parte de la big band de Chubby Jackson, tocando el piano y, también, el bajo. Después, tocará con Charlie Ventura y Woody Herman, antes de alejarse una temporada de la escena musical como consecuencia de enfermar de tuberculosis. Su regreso, ya en 1952, lo lleva al trío de Red Norvo, en el que sustituye a Charles Mingus. permenecerá con Norvo hasta 1955, trabajando después con Gerry Mulligan y Hampton Hawes, con quien colaborará a lo largo de una docena de años. En los años 1960 se convierte en uno de los más buscados músicos de sesión, llegando a intervenir en casi mil discos en menos de cinco años. Durante varios años compatibiliza las grabaciones con grupos en gira que codirige, junto a músicos como André Previn, Shelly Manne o Harold Land.
A finales de los años 1960 deja de realizar trabajos como músico de sesión, y se incorpora al grupo de Dizzy Gillespie (1968), instalándose después en Estocolmo (Suecia), donde permanecerá 14 años. En este periodo, trabajó con un gran número de músicos de gira por la zona (Phil Woods, Bobo Stenson, Toots Thielemans, Clark Terry...) y músicos de jazz escandinavos (Nisse Sandstrom, Rune Carlsson, Rune Gustafsson, Svein Christiansen...). Llega incluso a obtener dos de los Premios Grammy de Suecia, en 1986 y 1991.

## Estilo
Mitchell fue uno de los primeros contrabajistas en adoptar con frecuencia el bajo eléctrico, que era acorde con su sonoridad voluminosa en el acústico. Recurre con frecuencia al walking bass más clásico y, en ocasiones, a un slap atenuado y al glissando.

## Discografía como líder o colíder
- Red Mitchell [Bethlehem] con Conte Candoli, Hampton Hawes, Joe Maini, Chuck Thompson, 1955.
- Presenting Red Mitchell con James Clay, Billy Higgins, Lorraine Walsh Geller, 1957.
- Music for Prancing (1957) con Warne Marsh, Ronnie Ball & Stan Levey en Mode Records (reeditado por VSOP, 1995).
- Gigi (1958)
- West Side Story (1959).
- Hear Ye! conh Carmell Jones, Harold Land, Leon Petties, Frank Strazzeri, 1961.
- Adventures for 12-String, 6-String and Banjo, con Dick Rosmini, 1964.
- Electronic Sonata for Souls Loved by Nature con George Russell,1969.
- Chocolate Cadillac con Horace Parlan, Nisse Sandstrom, Rune Carlsson, Idrees Sulieman, 1976.
- Jim Hall and Red Mitchell, Artists House, 1978.
- When I'm Singing, 1982, Enja Records.
- Simple Isn't Easy, 1983
- Home Suite, 1985
- The Red Barron Duo con Kenny Barron, 1986.
- Duo con Hank Jones, 1987
- Live at Sweet Basil con Paul Bley (Soul Note, 1988).
- Mitchell's Talking con Ben Riley, Kenny Barron, 1989.
- Hear Ye! con Harold Land, Carmell Jones, Frank Strazzeri, Leon Pettis, 1989.
- Blaus con Jan Johansson, 1992.
- Evolution con Lars Jansson, Joakim Milder, 1995.
- Live in Stockholm con Roger Kellaway, Joakim Milder, 1995.
- Red Mitchell-Warne Marsh Big Two, Vol. 2 con Warne Marsh, 1998.
- Live at Port Townsend con George Cables, (1992), 2005.